# باتريسيا موريسون
باتريسيا موريسون (بالإنجليزية: Patricia Morrison)‏ هي مغنية أمريكية، ولدت في 14 يناير 1962 في لوس أنجلوس في الولايات المتحدة.

## وصلات خارجية
- باتريسيا موريسون على موقع IMDb (الإنجليزية)
- باتريسيا موريسون على موقع ميوزك برينز (الإنجليزية)
- باتريسيا موريسون على موقع ديسكوغز (الإنجليزية)